# Danny Faure
Danny Faure (Kilembe, 8 maggio 1962) è un politico seychellese, presidente delle Seychelles dal 16 ottobre 2016 al 26 ottobre 2020. In precedenza aveva ricoperto l'incarico di vicepresidente sotto il suo predecessore, James Michel, dal 2010 al 2016.

## Biografia
Nato in Uganda da genitori seychellesi si è laureato in scienze politiche all'università di Cuba.
Nel 1985 inizia a lavorare come assistente al ministero dell'istruzione. Nel 1998 diviene ministro dell'istruzione e nel 2006 ministro delle finanze nel Governo del Presidente James Michel. Durante il suo mandato, le Seychelles implementano una serie di riforme economiche, raccomandate dal Fondo Monetario Internazionale. Nel 2010 diviene Vicepresidente, mantenendo l'incarico di Ministro.
Dopo le dimissioni del Presidente James Michel annunciate il 27 settembre 2016, gli subentra a partire dal 16 ottobre successivo.
Alle elezioni presidenziali nelle Seychelles del 2020 viene candidato contro Wavel Ramkalawan e ottiene il risultato di 28 178 voti (44%), venendo quindi sconfitto.